# Convention du Conseil de l'Europe sur la lutte contre la traite des êtres humains
La Convention du Conseil de l'Europe sur la lutte contre la traite des êtres humains est un traité international du Conseil de l'Europe sur l'interdiction du trafic d'êtres humains autant que l'abus sexuel et travail forcé. Elle souligne aussi l'importance de la sensibilisation. Son suivi est confié à un mécanisme de "monitoring" : le Groupe d'experts sur la lutte contre la traite des êtres humains (GRETA).
Cette convention a été adoptée le 16 mai 2005 à Varsovie. Elle est entrée en vigueur le 1er février 2008. 
Cette Convention est aussi citée par la Convention du Conseil de l'Europe sur la prévention et la lutte contre la violence à l'égard des femmes et la violence domestique créée en 2011.